# Борисов, Сергей Фёдорович
Серге́й Фёдорович Бори́сов (7 октября 1914, с. Михайловка, Тамбовская губерния — 17 августа 2002) — геолог, лауреат Государственной премии СССР (1967), внесший значительный вклад в освоение железорудных месторождений Курской магнитной аномалии.

## Биография
Окончил геологический факультет Томского политехнического института (1940).
В 1941-1945 служил в РККА, преподавал во втором Томском артиллерийском училище (1941-1945); награждён медалью «За победу над Германией».
С 1945 года служил главным геологом "КМАстроя". В 1953 году "КМАстрой" был преобразован в "Комбинат КМАруда", где он продолжил работать главным геологом. Под его руководством была начата разработка крупнейшего в мире Лебединского железорудного месторождения.
В 1962-1967 гг. заместитель директора по научной работе НИИКМА им. Л.Д. Шевякова в городе Губкин, Белгородской области.
С февраля 1967 года работал в Министерстве геологии СССР на должности начальника Государственного геологического контроля. 
В 1982-1987 гг. старший научный сотрудник Института комплексного освоения недр (ИПКОН) АН СССР.

## Научная деятельность
В 1963 году защитил кандидатскую диссертацию на тему "Геологическое строение Старооскольского железнорудного узла Курской магнитной аномалии". Кандидат геолого-минералогических наук. Автор более 50 научных работ, в числе которых "Тектоника и структура железорудных месторождений КМА", "Геолого-тектоническая история бассейна КМА" и др.
За создание и освоение гидромеханизированного метода разработки вскрышных пород в соавторстве с Грищуком Иваном Яковлевичем, Рувимом Абрамовичем Фиделем, Евгением Петровичем Писанцом, Андреем Григорьевичем Поповым , Иосифом Исааковичем Шифриным, Василием Михайловичем Кисловым и др. он был удостоен звания Лауреата Государственной премии СССР в области техники 1967 года.
Во время своей работы главным геологом "КМАстроя" в 40-х годах XX века начал формировать коллекцию минералов и палеонтологических находок, найденных во время проведения горных работ, проводившихся для сооружения Лебединского карьера. Коллекция положила начало Музею НИИКМА в городе Губкине, который был открыт в 1962 году.
В 1993 году Музей НИИКМА был преобразован в Губкинский краеведческий музей, филиалом которого является "Музей истории КМА".

## Награды
- Лауреат Государственной премии СССР (1967)[2].
- Орден Отечественной войны 2-й степени
- Медаль "За Победу над Германией"
- Орден Трудового Красного Знамени
- Медаль "За восстановление предприятий чёрной металлургии Юга" (1948)[4].
- Знак «Шахтёрская слава» III степени[4].
- Медаль «В ознаменование 100-летия со дня рождения В.И. Ленина»
- Звание «Почётный горняк»[4][2][3].